# 布雷姆斯尼茨
布雷姆斯尼茨是德国图林根州的一个市镇。总面积6.57平方公里，总人口137人，其中男性63人，女性74人（2011年12月31日），人口密度21人/平方公里。